# Macleania
Macleania är ett släkte av ljungväxter. Macleania ingår i familjen ljungväxter.

## Bildgalleri

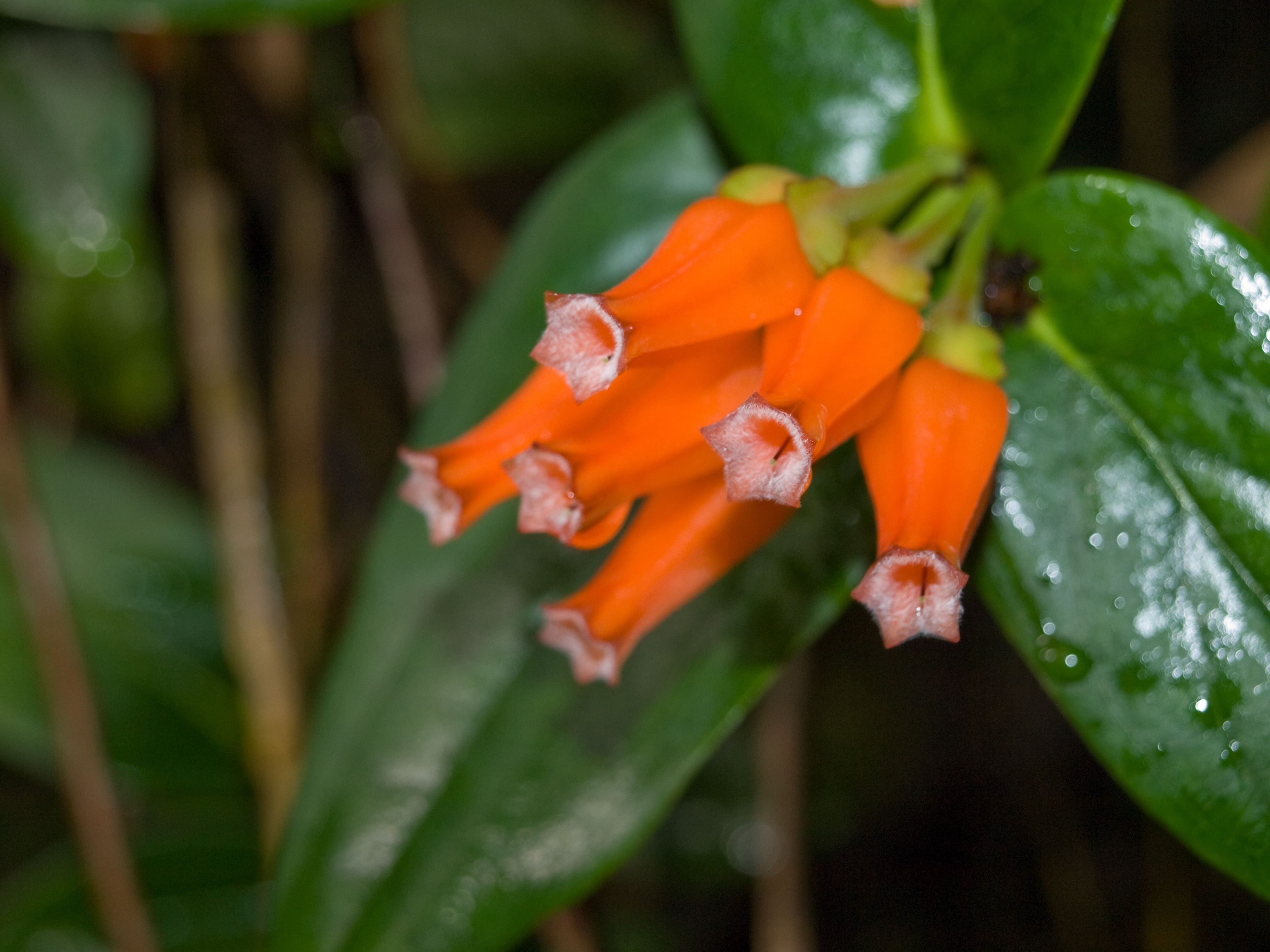
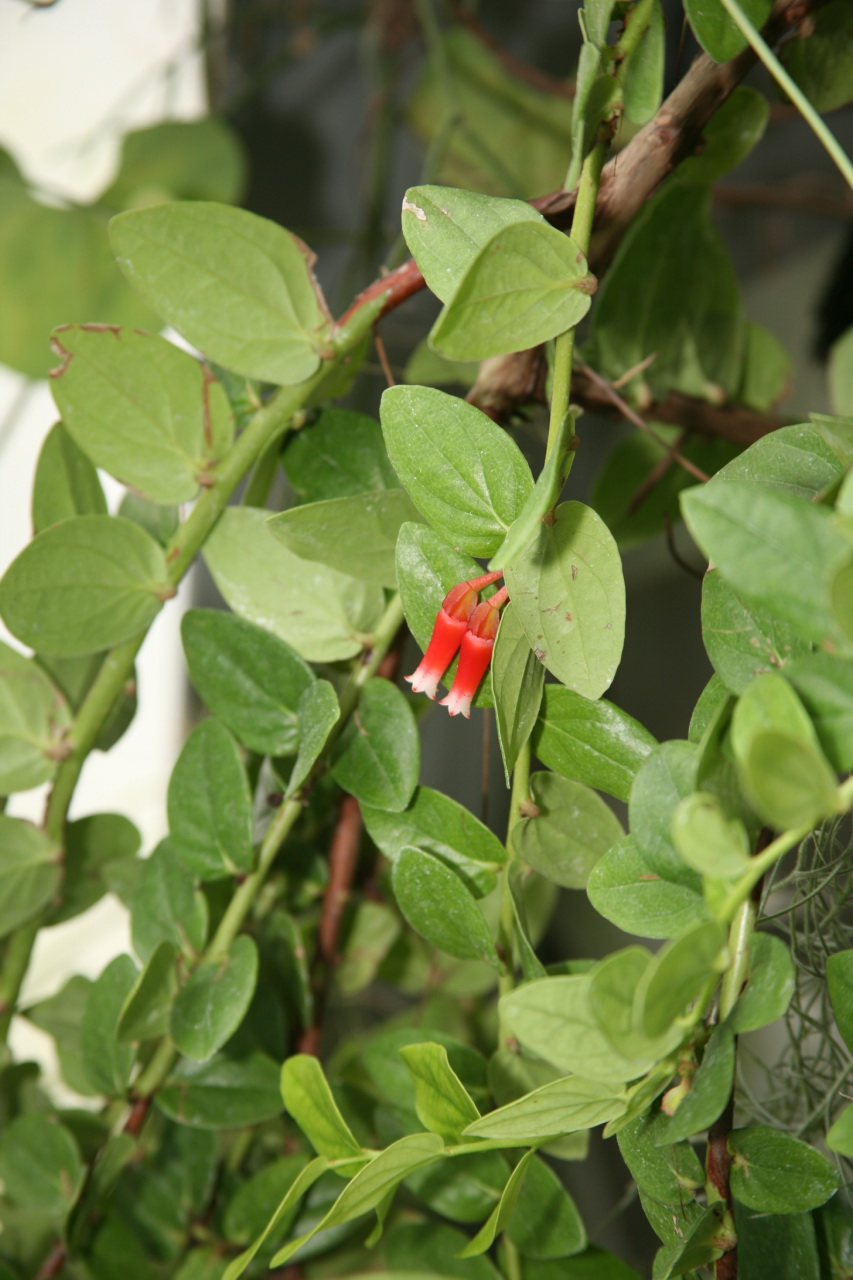
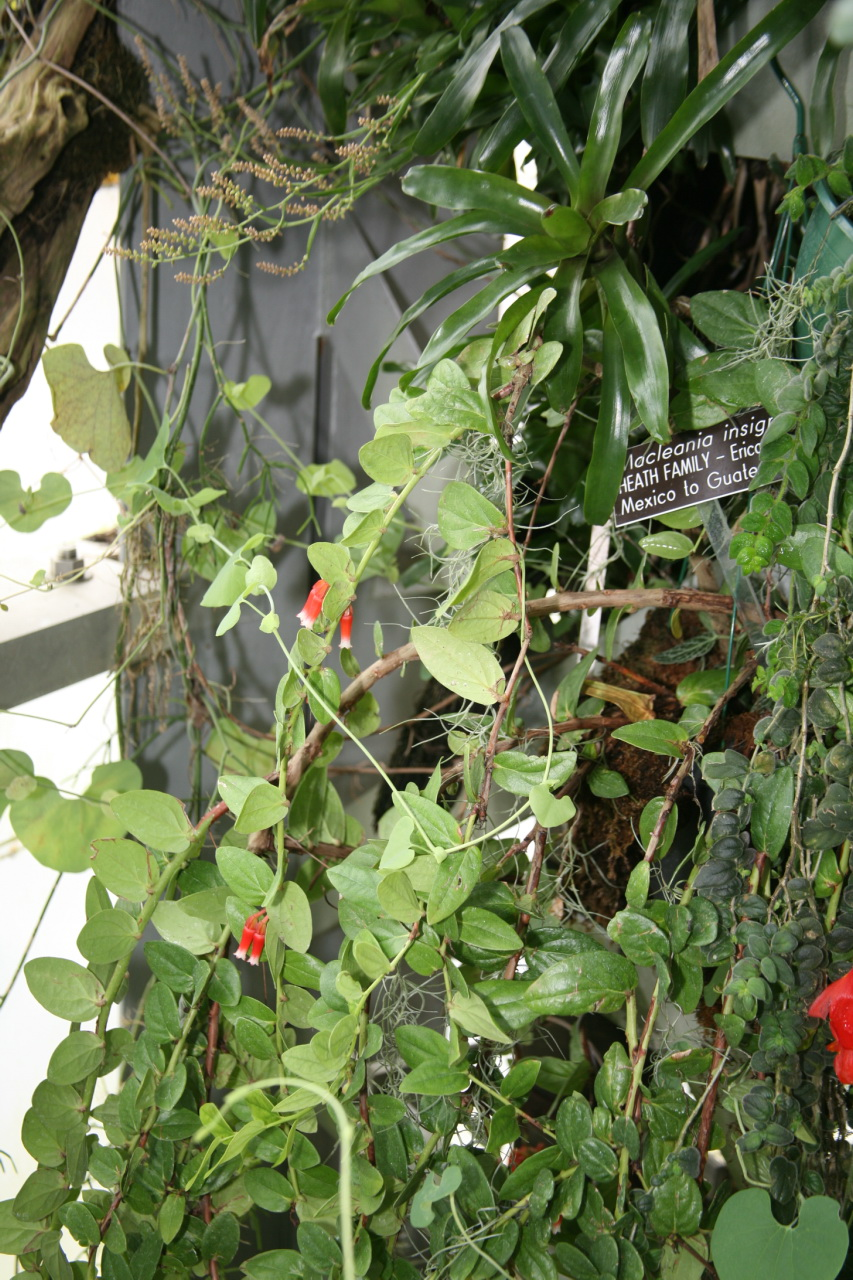
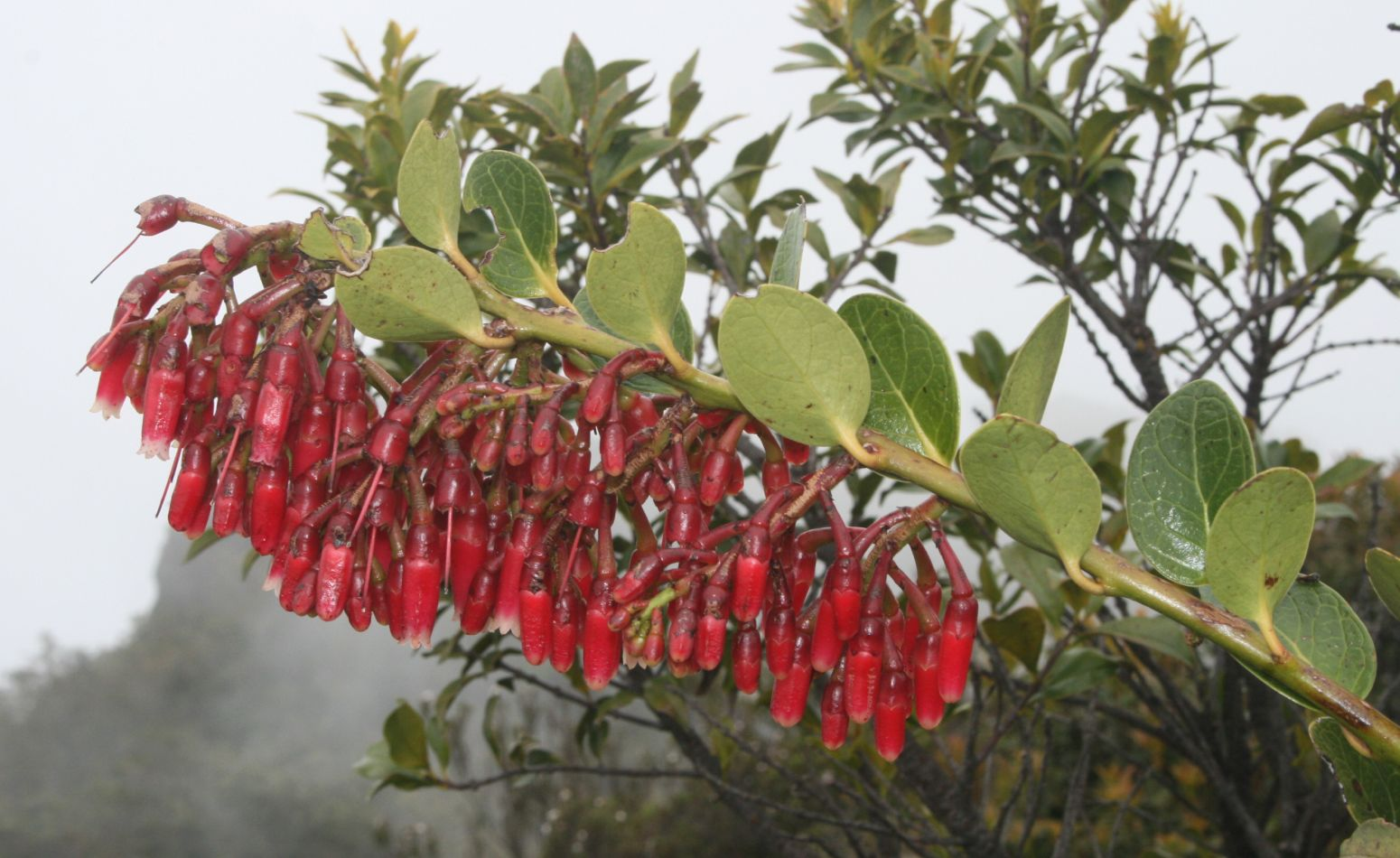
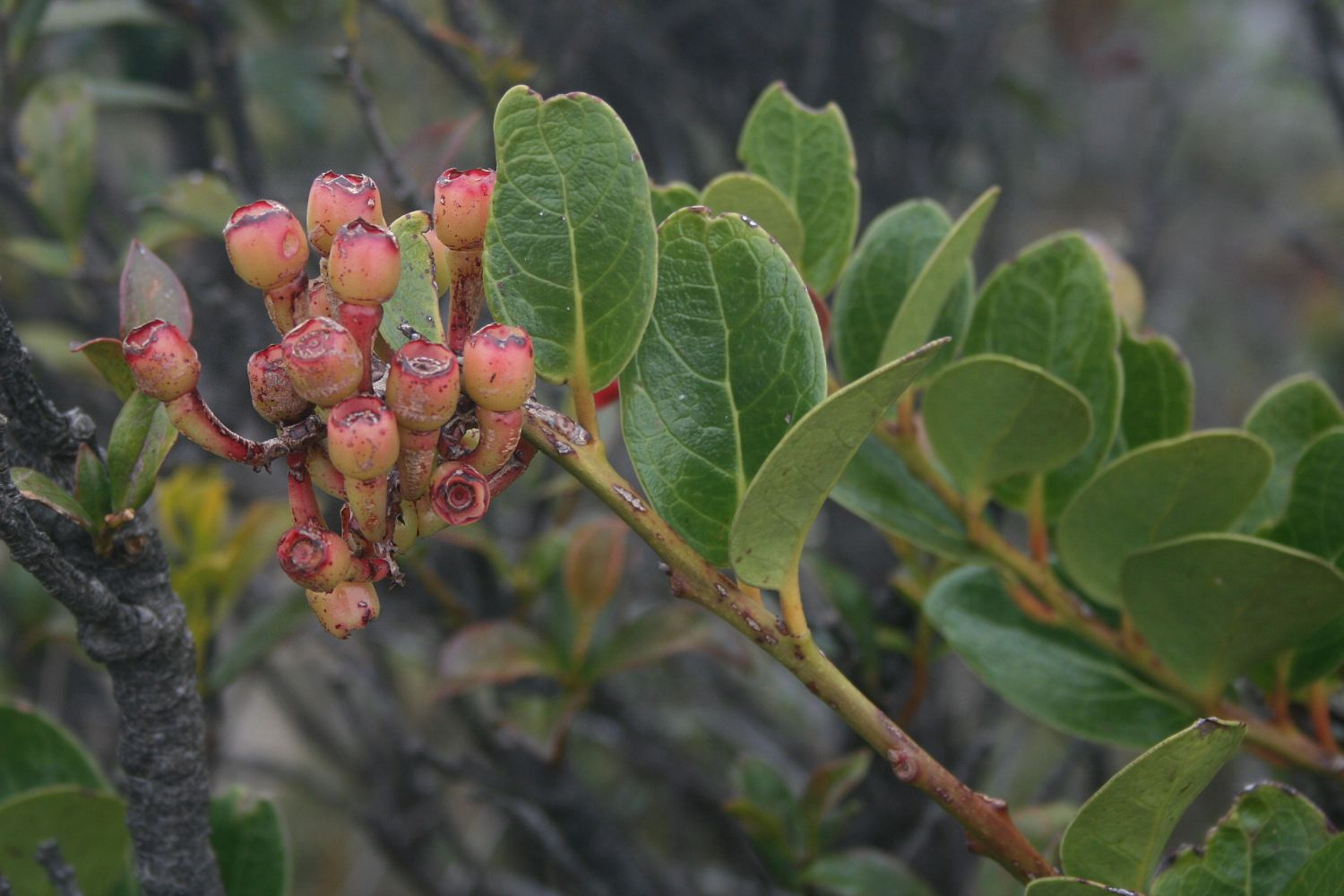
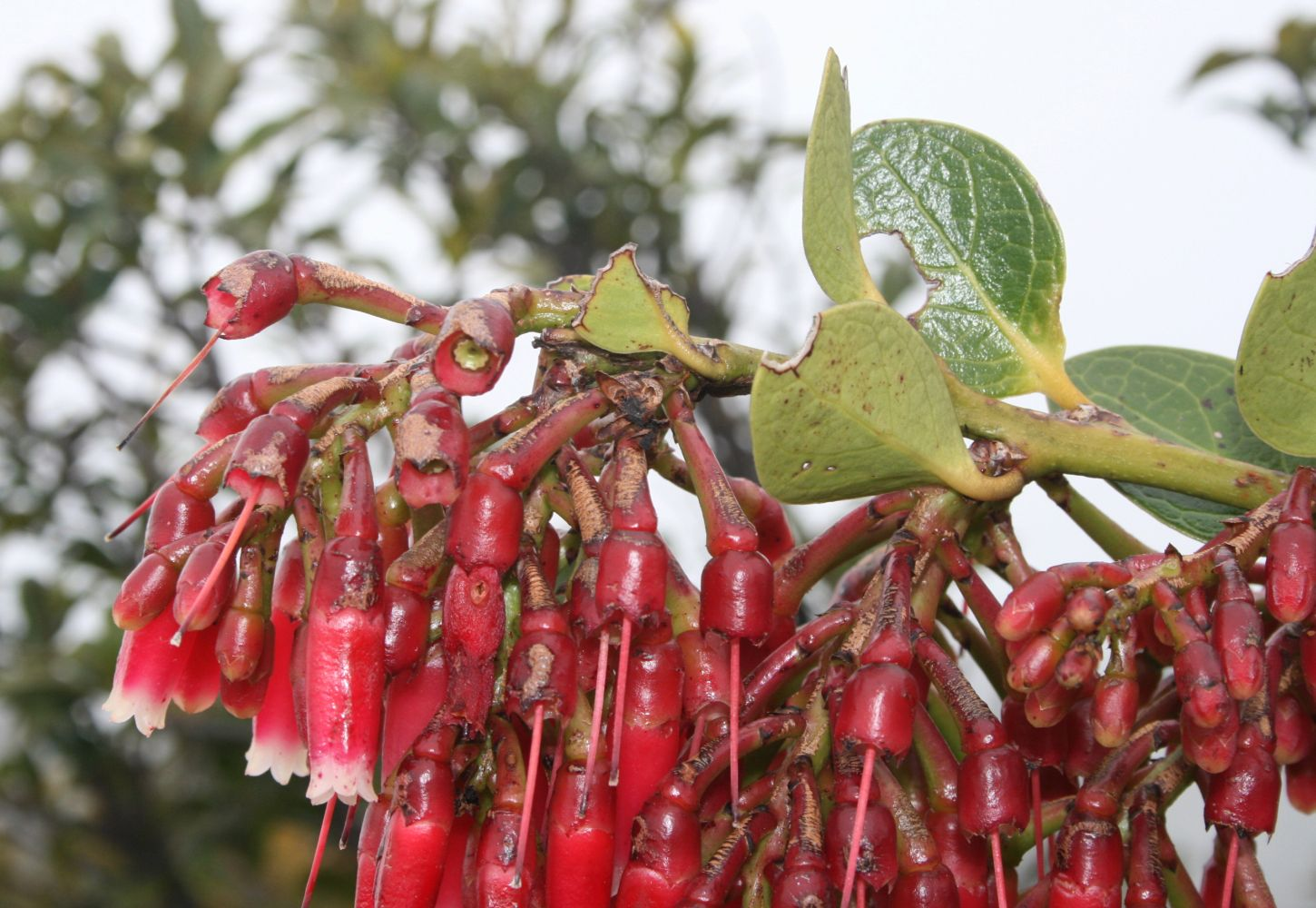

## Dottertaxa tillMacleania, i alfabetisk ordning[1]
- Macleania alata
- Macleania amplexicaulis
- Macleania angulata
- Macleania antioquiae
- Macleania benthamiana
- Macleania bullata
- Macleania coccoloboides
- Macleania cordifolia
- Macleania costeroides
- Macleania crassa
- Macleania dodsonii
- Macleania epiphytica
- Macleania ericae
- Macleania farinosa
- Macleania floribunda
- Macleania hirtiflora
- Macleania insignis
- Macleania loeseneriana
- Macleania macrantha
- Macleania maldonadensis
- Macleania mollis
- Macleania nervosa
- Macleania penduliflora
- Macleania pentaptera
- Macleania poortmannii
- Macleania pubiflora
- Macleania recumbens
- Macleania robusta
- Macleania rotundifolia
- Macleania rupestris
- Macleania salapa
- Macleania smithiana
- Macleania spectabilis
- Macleania stricta
- Macleania subsessilis
- Macleania tropica